# Asthenargus thaleri
Asthenargus thaleri är en spindelart som beskrevs av Jörg Wunderlich 1983. Asthenargus thaleri ingår i släktet Asthenargus och familjen täckvävarspindlar.
Artens utbredningsområde är Nepal. Inga underarter finns listade.